# 東院駅
東院駅（トンウォンえき）は、大韓民国釜山広域市北区にある釜山交通公社2号線の駅である。駅番号は237。
2号線の地下区間は起点の萇山駅から当駅までであり、次の金谷駅から終点の梁山駅までは地上区間となる。

## 駅構造
相対式ホーム2面2線の地下駅。フルスクリーンタイプのホームドアが設置されている。

### のりば
| 上り | 2号線 | 萇山方面 |
| 下り | 2号線 | 梁山方面 |

## 歴史
- 1999年6月30日 - 開業。

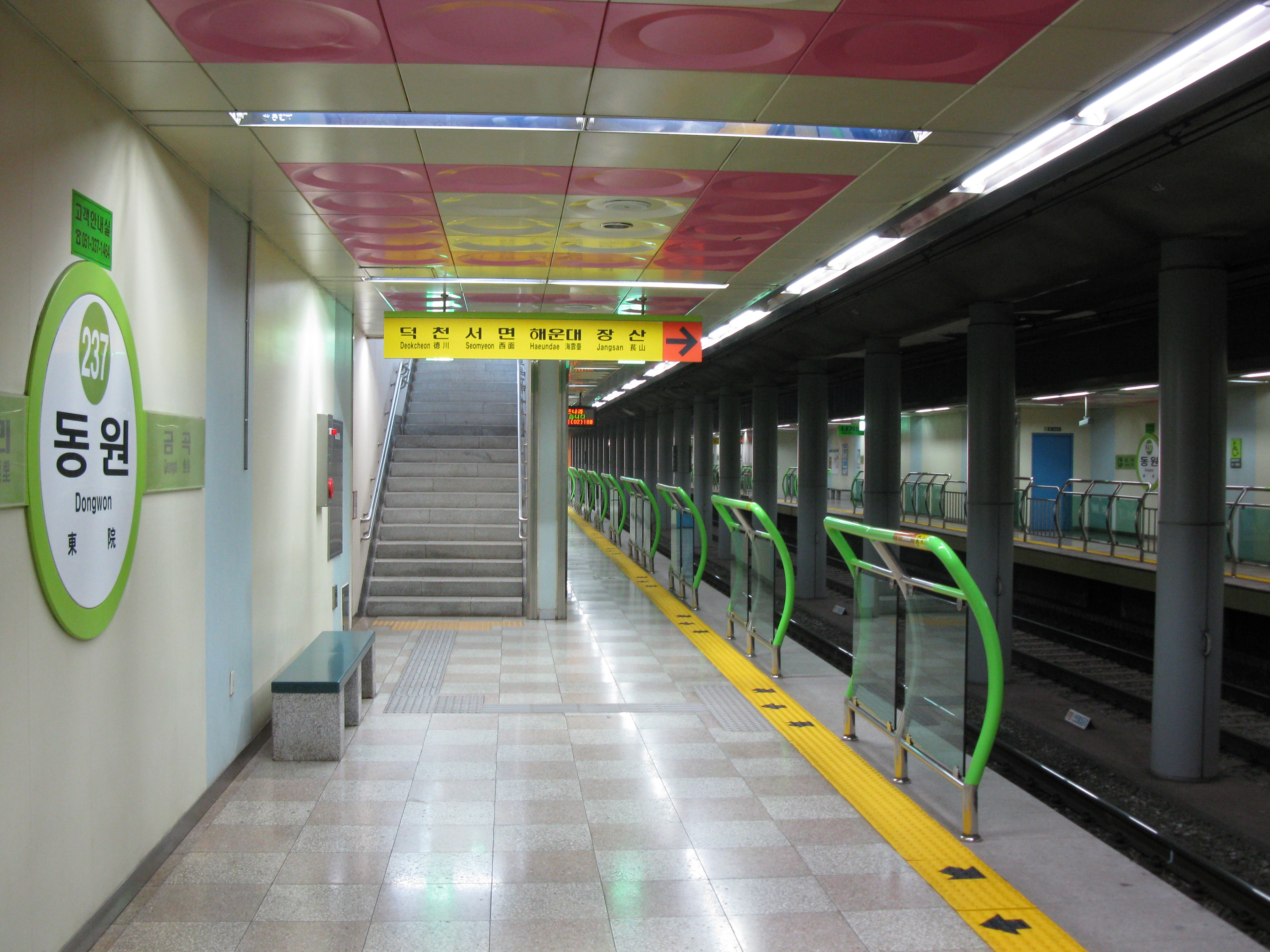
ホームドア設置前の上りホーム（2009年2月）

## 隣の駅
釜山交通公社
 2号線
栗里駅 (236) - 東院駅 (237) - 金谷駅 (238)